# Alpenspitzmaus
Die Alpenspitzmaus (Sorex alpinus) ist ein Säugetier aus der Familie der Spitzmäuse. Sie besiedelt die Gebirge in Mittel- und Südosteuropa.

## Kennzeichen
Die Kopf-Rumpf-Länge beträgt 62 bis 85 mm und die Schwanzlänge 54 bis 75 mm. Diesjährige Tiere wiegen 5,2 bis 7,7 g; Tiere im Frühjahr nach der Überwinterung 8,7 bis 11,5 g. Das Fell ist fast am ganzen Körper grauschwarz, lediglich die Schwanzunterseite und die Oberseiten der Füße sind weiß. Die Rüsselspitze ist rosa.

## Verbreitung
Die Alpenspitzmaus ist eine der wenigen Säugetierarten, die in Europa endemisch sind. Das räumlich stark zersplitterte (disjunkte) Verbreitungsgebiet der Art umfasst die Mittel- und Hochgebirge Mittel- und Südeuropas von Spanien bis Rumänien. Die Hauptverbreitungsgebiete sind die Alpen, die Karpaten und die Gebirge im Nordwesten der Balkanhalbinsel. In den Pyrenäen ist die Art vermutlich Anfang des 20. Jahrhunderts ausgestorben. In Deutschland kommt die Alpenspitzmaus außer in den Alpen im Schwarzwald, auf der Schwäbischen Alb, im Bayerischen Wald, im Fichtelgebirge, in der Rhön und im Zittauer Gebirge vor. Seit den 1950er Jahren gibt es, trotz gezielter Suchen, keine Nachweise für den Harz. Das Vorkommen ist vermutlich ausgestorben.

## Lebensraum
Die Alpenspitzmaus besiedelt in Gebirgen fast ausschließlich die submontanen bis alpinen Bereiche in Höhen zwischen 500 und 2550 m. Sie erreicht die höchsten Dichten im Wald an den Ufern kleiner bis mittelgroßer Bäche in Höhen um 1000 m. Dort lebt sie im dichten Moos, unter Steinen und Wurzelstöcken. In Höhen unter 500 m kommt die Art nur in tief eingeschnittenen, kleinen Bachtälchen in Wäldern vor. Oberhalb der Baumgrenze werden auch trockene Lebensräume wie alpine Matten und Blockhalden besiedelt, wo sie in Felsspalten und unter Zwergsträuchern lebt.

## Lebensweise
Die Tiere sind tag- und nachtaktiv und klettern gut. Die Ernährung besteht vor allem aus Spinnentieren, Regenwürmern, chitinarmen Insekten und deren Larven und Schnecken. Die Fortpflanzung findet von April bis Oktober statt. Ein Weibchen hat meist drei Würfe im Jahr, die jeweils 3 bis 9, meist 5 bis 6 Junge umfassen.

## Bestand und Gefährdung
Die Alpenspitzmaus wird in Deutschland aufgrund ihres zersplitterten Vorkommens und der Gefährdung ihrer Lebensräume durch Gewässerverbauung und forstliche Eingriffe in der Roten Liste als „stark gefährdet“ geführt. In der Schweiz gilt sie als ungefährdet. Die IUCN stuft die Alpenspitzmaus im Jahr 2008 weltweit als Art der „Vorwarnliste“ ein („near threatened“).